# Sisley z żoną
Sisley z żoną albo Państwo Sisley (fr. Les Fiancés – Le Ménage Sisley) – obraz olejny o wymiarach 105 × 75 cm, autorstwa francuskiego malarza impresjonisty Auguste’a Renoira, namalowany w roku 1863. Obecnie obraz znajduje się w Wallraf-Richartz-Museum.
Na tym obrazie Renoira umiejętne zestawienie kolorów i upozorowanie dodało wyrazu charakterystyce modeli. Alfred Sisley był także malarzem impresjonistą.